# Antonia Liskova

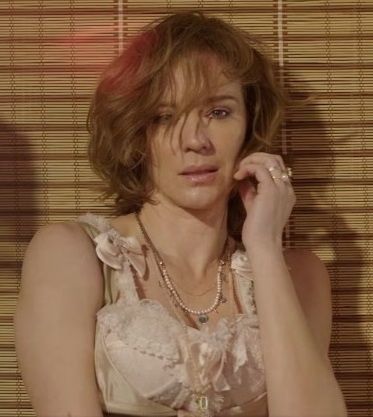
Antonia Liskova

Antonia Liskova (* 25. März 1977 in Bojnice, Tschechoslowakei, als Antónia Lišková) ist eine italienisch-slowakische Filmschauspielerin und Model.

## Leben
Antonia Liskova lebte bis zu ihrem 18. Lebensjahr in der Slowakei, wo sie einen Schulabschluss in Pharmakologie und medizinischer Chemie erwarb. 1995 zog Liskova nach Italien, wo sie zunächst einen Job als Kellnerin annahm. Später arbeitete sie als Model in italienischen Werbespots.
Im Jahr 2000 erhielt sie in der Filmkomödie C'era un cinese in coma ihre erste Filmrolle. Nur zwei Jahre später verkörperte sie in der Miniserie Il commissario eine tragende Nebenrolle. 2006 verkörperte sie in I figli strappati Fey von Hassel, die Witwe des deutschen NS-Widerstandskämpfers Ulrich von Hassell. Für ihre Rolle in Riparo wurde sie 2008 mit dem italienischen Golden Globe in der Kategorie Beste Nachwuchsdarstellerin ausgezeichnet.
Über die italienischen Landesgrenzen hinaus wurde Antonia Liskova kaum bekannt. Zuletzt war sie 2012 im Bibelfilm Ihr Name war Maria als die Fürstin Herodias zu sehen.
Liskova ist seit 2005 Mutter einer Tochter. Deren Vater ist der plastische Chirurg Luca Ferrara. Im Januar 2010 fand in Rom die Hochzeit statt. 2012 ließ sich das Paar scheiden. Sie ist gegenwärtig mit dem Filmproduzenten Gabriele Guidi liiert, dem Sohn der Schauspielerin Catherine Spaak.

## Filmografie (Auswahl)
- 2006: I figli strappati[1]
- 2008: Riparo – Zuhause (Riparo)
- 2009: Giulia geht abends nie aus (Giulia non esce la sera)
- 2012: Ihr Name war Maria (Maria di Nazaret)
- 2013: La voce
- 2014: Una donna per amica
- 2014: Cam Girl
- 2014: Index Zero
- 2014: In the Box
- 2017: Occhi Chiusi
- 2017: Seguimi
- 2017: Solo per amore (Fernsehserie, 13 Folgen)
- 2018: Sconnessi
- 2018–2020: Carlo & Malik (Fernsehserie, 24 Folgen)
- 2019: Basta un paio di baffi (Fernsehfilm)
- 2019: A Tor Bella Monaca non piove mai
- 2019: Stastny novy rok
- 2020: I Liviatani
- 2020: Se un giorno tornerai
- 2020: L'Allieva (Fernsehserie, 12 Folgen)
- 2021: Addio al nubilato
- 2021: Happy New Year 2